# 고조선-한 전쟁
고조선-한 전쟁(古朝鮮-漢 戰爭)은 기원전 109년부터 기원전 108년까지 고조선과 한나라 사이에 벌어진 전쟁이다. 전쟁은 한나라가 승리해서 고조선에 종말을 고했다. 당시 한반도 남부에 있던 진국의 한나라에 대한 왕래와 조공을 우거왕이 방해하고 있다는 명분으로 한나라가 전쟁을 일으켰다. 한 무제가 기원전 108년에 고조선을 멸망시켰으며 이후 한나라는 랴오둥반도와 한반도 북부 지방에 한사군(낙랑군•진번군•임둔군•현도군)을 설치했다.

## 전쟁 배경

### 위만조선의 형성
'고조선'이라는 단어는 일연(一然)의 《삼국유사》(三國遺事)에서 최초로 등장했다. 전기 청동기문화가 형성된 기원전 2300년경을 전후해 건립된 고조선은 중원지역에서 기원전 18세기경에 요하 지역에서 남하한 동이족에 의해 건국된 상왕조와 장기간 남북으로 병립해갔다. 중국 상나라의 신하 기자는 기원전 1112년에 조선에 와서 백성들을 교화시켰으며, 주나라의 제후로 봉해졌다. 그 후 기원전 194년에 멸망해 위만조선으로 이어졌다.
위만은 기원전 3세기 말에서 2세기 초 중국 연나라에서 기자조선으로 망명했다. 준왕(準王)의 신임을 얻은 위만은 서쪽 변경을 수비할 뿐만 아니라 박사에 임명되어 100리의 땅을 하사받았다. 위만은 만족하지 않아 유이민을 모아 세력을 기른 뒤 준왕을 쫓아내고, 정권을 차지했다. 준왕은 최측근 신하들과 한(韓)으로 도망간 뒤 스스로 한왕(韓王)이라 칭했다.

### 철기 문화
위만은 한(漢) 나라를 통해 철기문화를 적극적으로 받아들였다. 철기는 청동기와 달리 농업에 쓰이는 등 생산도구로 사용되었다. 청동기는 지배층의 권위를 뒷받침했다면 철기는 생산도구로 사용되어 피지배층의 삶에 직접적인 영향을 미쳤다. 이에 농업의 능률이 올라 생산이 증대되었다.
철기문화로 인해 강력한 군사력까지 가지게 되었고, 주변 나라들을 정복하며 영토를 넓혀 갔다. 우거왕(右渠王) 때에 이르러 위만조선은 더욱 강한 나라가 되었다. 중국의 한(漢) 나라는 이들의 성장이 흉노와 결합해 자신들에게 위협이 될까 걱정하였다. 이에 한(漢)은 위만조선이 자신들을 대국(大國)으로 섬기고, 조공을 바칠 것을 요구했다.

### 중계 무역
위만조선은 중국의 한(漢)과 한반도 남쪽의 나라들 사이에 자리 잡고 있었다. 이러한 지리적 특성을 이용해 중국의 한(漢)과 한반도 남쪽의 나라들이 무역에서 위만조선을 반드시 거치도록 하여 큰 경제적 이익을 얻었다. 이뿐만 아니라 위만조선은 한에서 물건을 들여와 다른 주변국들에게 이익을 붙여 팔았다. 이러한 중계 무역으로 위만조선은 많은 이익을 얻을 수 있었다.
위만이 집권한 이후 위만조선은 꾸준히 성장하였다. 철제 무기와 중계 무역(조공무역)으로 이익을 독점해 경제적인 이득을 얻을 수 있었다. 위만조선이 중계 무역으로 이익을 얻는 것을 본 한(漢) 나라는 동북아시아의 각 나라가 조공을 바칠 때 위만조선을 거치지 않고 한에게 직접 바치도록 요구하였다. 그러나 위만조선의 우거왕(右渠王)은 이 요구를 거절하였고, 유목 민족인 흉노와 함께 세력을 키워나갔다. 이를 빌미로 한(漢)이 위만조선의 수륙을 모두 공격해왔고, 이후 위만조선과 한나라의 전쟁이 벌어졌다.

## 전쟁 경과
한(漢) 무제는 흉노를 먼저 친 다음 남방의 남월과 동북방의 위만조선을 차례로 공격했다. 왕검성을 향해 한(漢)의 누선장군 양복과 좌장군 순체는 산둥반도와 요동에서 각각 진격하였다. 그러나 양군 모두 위만조선의 거센 항전으로 밀려났다. 누선장군 양복은 군사를 잃고 달아나 열흘 동안 산속에서 숨어지냈다. 이로 인해 전쟁은 교착화되었다. 이에 한 무제는 사신을 보내 화의를 시도하였으나 소득을 얻지 못하고 돌아가게 되었다. 한나라는 왕검성(王儉城)에 대한 공격을 멈추지 않았고, 위만의 손자인 우거왕(右渠王)은 성문을 굳게 닫고 저항하면서 수개월 간 치열한 접전을 벌였다.
1년간의 전쟁으로 위만조선의 사람들은 지쳤고, 지배층은 분열되기 시작했다. 위만조선이 성립할 당시 이주민과 토착민 사이의 태생적 한계가 전쟁 상황에서 주전파와 주화파로 나뉘어 분열을 더 거세게 만들었다. 이를 눈치챈 한은 지금 항복하면 높은 벼슬과 재산을 내리겠다고 회유하였으나 우거왕과 그를 따르는 신하들은 한에 맞서 끝까지 싸우려 하였다. 그러나 끝내 내부 갈등을 이기지 못하고 주화파가 우거왕을 살해한 뒤 항복하고, 한나라로 망명하였다. 기원전 108년에 고조선의 멸망으로 전쟁의 끝이 났다.
우거왕이 죽었으나 왕검성은 쉽사리 함락되지 않았다. 거듭된 전투 끝에 우거왕의 대신이었던 성기(成已)가 죽은 후에 전쟁이 마무리되었다. 성기도 한나라에 매수당한 우거왕의 아들에게 죽임을 당했다.
한(漢) 나라는 위만조선을 상대로 전쟁에 최종 승리하였다. 그러나 한(漢)군 지휘부 모두가 초기 전투에서의 패배, 화의의 무산 등의 이유로 처벌을 면치 못하였다.

### 한사군
한사군(漢四郡)은 중국의 한(漢)나라가 위만조선을 멸망시키고 설치한 4개의 군(郡)을 가리킨다. 『사기』에 위만조선이 기원전 108년에 한나라의 공격을 받아 멸망한 뒤 한나라가 그 지역에 낙랑군(樂浪郡)·임둔군(臨屯郡)·진번군(眞番郡)·현도군(玄菟郡)을 설치하였다고 기록되었다. 이들 중 임둔군과 진번군은 설치 후 20여 년 만인 기원전 82년에 폐지되었고, 관할하던 지역은 낙랑군과 현도군에 소속되었다. 기원전 75년에 현도군은 신흥세력의 저항을 이겨내지 못하고 만주의 흥경(興京) 방면으로 옮겨졌다.
이상의 4개 군 이외에 대방군(帶方郡)이라는 군현이 등장한다. 대방군은 요동에서 독립된 세력을 가지고 있던 공손씨가 설치한 것으로 대방군을 통해 낙랑군 남부 지역의 일부를 관할하게 하였다. 임둔군(臨屯郡)과 진번군(眞番郡)이 폐지되고, 현도군(玄菟郡)은 이동한 이때에 낙랑군(樂浪郡)은 유지되고 있었으나, 후한 말 한족(韓族)과 예족(濊族)이 세력을 키워 나가면서 군의 남부 지역에 대한 통제권을 상실한 상태였다. 이후 313년에 낙랑군과 대방군이 각각 고구려와 백제에 의해 소멸되었다.

## 의의
위만조선과 한나라의 전쟁은 한반도를 둘러싼 최대의 전투로, 그들의 땅에 한나라의 식민지인 한사군(漢四郡)이 세워지는 것으로 끝이 났다. 그러나 중국을 상대로 본격적으로 벌인 전쟁이라는 점과 수적으로 밀렸던 초기 전투에서 기습 공격과 항전으로 승리를 얻었다는 점에서 의미가 있다.
고조선-한 전쟁은 위만조선과 한(漢)나라의 전쟁으로 여러 나라로 분리되어 있던 한민족이 ‘삼국(三國)으로 정립되는 기초가 마련되었다. 이후 중국과의 전쟁은 고구려가 담당했으며, 고구려는 한반도의 방파제 역할로써 ‘한(韓)민족'으로 거듭나도록 시간을 벌어주었다. 또한 강대국이었던 중국을 상대로 위협을 주었던 첫 사례였었다.

## 같이 보기
- 고조선-연 전쟁